# Convention rhéno-germanique
 (avril 2017).
Si vous disposez d'ouvrages ou d'articles de référence ou si vous connaissez des sites web de qualité traitant du thème abordé ici, merci de compléter l'article en donnant les références utiles à sa vérifiabilité et en les liant à la section « Notes et références ».
La Convention rhéno-germanique était l'organe législatif de la république de Mayence de 1792 à 1793 et le premier parlement allemand élu selon les règles démocratiques.

## Formation
Pendant la première guerre de la Première Coalition, les troupes de la Révolution française sous les ordres de leur général Adam-Philippe de Custine conquirent à l'automne 1792 la zone dite « rive gauche du Rhin ». Le 24 février 1793 s'y tinrent, organisées par Custine selon l'ordre reçu de la Convention nationale, des élections pour une assemblée législative auxquelles participa la population masculine d'environ 130 villes et villages.

## Décisions prises par la Convention
Les députés de la Convention rhéno-germanique se rassemblèrent pour la première fois le 17 mars 1793 dans l'hôtel de l'ordre teutonique de Mayence, aujourd'hui le siège du Landtag de Rhénanie-Palatinat. Le lendemain, ils déclarèrent que les régions représentées par eux étaient un État indépendant régi par des lois basées sur la liberté et l'égalité (en allemand : auf Freiheit und Gleichheit gegründete Gesetze). Ce décret composé de cinq articles était considéré comme étant le « Document de la naissance de la démocratie en Allemagne » et devait fonder une « République organisée selon les principes civils et démocratiques ». Le 21 mars, les députés demandèrent à la Convention nationale son rattachement à la France. Georg Forster se rendit le 30 mars à Paris avec deux autres députés, Adam Lux et le marchand Potocki, pour demander la « réunion de la nouvelle république ». Il y sont accompagnés par le député en mission Nicolas Haussmann.

## Fin de la Convention nationale
Entre-temps, les troupes de la Coalition entamèrent une contre-attaque. Le 31 mars débuta le siège de Mayence, la ville fut prise le 23 juin 1793, mettant fin à la « république de Mayence » et à la Convention.